# Lorrain-Bilch
Der Lorrain-Bilch (Graphiurus lorraineus) ist ein Nagetier in der Gattung der Afrikanischen Bilche, das im westlichen und zentralen Afrika vorkommt.

## Taxonomie
Der Lorrain-Bilch wurde ursprünglich als Art erstbeschrieben. Verschiedenen Abhandlungen aus den 1970er Jahren führten ihn als Unterart oder Synonym des Afrikanischen Waldbilchs (Graphiurus murinus). Die meisten neueren Studien und das Referenzwerk Mammal Species of the World erkennen ihn wieder als Art an. Eine der Untersuchungen stellte fest, dass der Lorrain-Bilch sehr nah mit dem Johnston-Bilch (Graphiurus johnstoni) verwandt ist und mit diesem identisch sein könnte, was in zukünftigen Studien bestätigt werden muss. Bei den Populationen mit den wissenschaftlichen Namen haedulus aus Kamerun und spurrelli aus Ghana, die gegenwärtig als Synonyme des Lorrain-Bilchs gelistet werden, könnte es sich um eigenständige Arten handeln.

## Merkmale
Mit einer Kopf-Rumpf-Länge von 72 bis 93 mm, einer Schwanzlänge von 54 bis 74 mm und einem Gewicht von 12 bis 24 g ist die Art ein kleiner Bilch. Sie hat 14 bis 19 mm lange Hinterfüße und 9 bis 15 mm lange Ohren. Das weiche und kurze Fell der Oberseite hat eine rotbraune Grundfarbe, die bei verschiedenen Exemplaren ins goldbraune oder sandfarbene tendiert. Auf der Unterseite ist das Fell grau mit cremefarbenen oder erdfarbenen Tönungen, beziehungsweise durchgängig cremefarben. Der Kopf ist wie bei anderen Bilchen durch große Augen und braune abgerundete Ohren gekennzeichnet. Bei vielen Individuen kommt eine deutliche dunkle Gesichtsmaske um die Augen vor. Beim Lorrain-Bilch sind die Wangen wie die Unterseite des Körpers gefärbt. Ein heller Fleck hinter den Ohren wurde nur bei vereinzelten Tieren aus Kamerun registriert. Die weißen Hinterfüße besitzen einen dunklen Querstrich über die Mittelfußknochen. Die Haare an der Basis des Schwanzes sind mit einer Länge von 2 bis 3 mm deutlich kürzer als die bis zu 21 mm langen Haare an der Schwanzspitze, die eine weiße Quaste bilden. Die kurzen Haare im vorderen Bereich des Schwanzes entsprechen in ihrer Färbung der Körperoberseite. Weibchen besitzen zwei Zitzen auf der Brust, zwei Zitzen auf dem Bauch und vier Zitzen im Leistenbereich.

## Verbreitung
Die Art hat zwei disjunkte Populationen in Afrika. Das Verbreitungsgebiet der westlichen Population reicht von Guinea bis Ghana. Die östliche Population kommt östlich des Flusses Niger bis in den Grenzbereich der Demokratischen Republik Kongo mit Uganda vor, sowie bis in den Nordwesten Sambias. Der Lorrain-Bilch hält sich hauptsächlich in Galeriewäldern, an Waldrändern sowie in Savannen mit Baumgruppen auf. Er kann auch in Plantagen angetroffen werden, vermeidet jedoch dichte Wälder. Eine Studie von 1975 fand diesen Bilch häufig im Umfeld von Bäumen, die zur Gattung Microdesmis innerhalb der Familie Pandaceae zählen. Der Lorrain-Bilch ruht oft in wenig genutzten oder verlassenen Gebäuden.

## Lebensweise
Dieser Bilch klettert vorwiegend auf Bäumen oder auf anderen Pflanzen. Er ist nachtaktiv und ruht am Tage in einem Nest in Baumlöchern, in Gebäuden, in Felsspalten oder in verlassenen Schwalbennestern. Der Bau kann auch zwischen Farnen angelegt werden, die als Epiphyten auf Bäumen wachsen. Eher außergewöhnlich war ein Exemplar, dass ein ehemaliges Schwalbennest zusammen mit Wespen als Unterschlupf nutzte. Bei plötzlich fallenden Temperaturen oder bei Nahrungsmangel nimmt der Lorrain-Bilch einen Starrezustand (Torpor) ein.
Verschiedene Beobachtungen legen nahe, dass die Art Allesfresser ist, wobei die Nahrung vorwiegend aus Früchten, Samen, Nüssen und Insekten besteht. So wurden viele Exemplare in Plantagen registriert, in den Bananen, Papaya, Maniok, Kakao, Ölpalmen oder Pflanzen der Gattung Raphia angebaut wurden. In einem Bau des Lorrain-Bilchs befanden sich die Reste von mehreren hundert Ohrwürmern. Ein Exemplar konnte bei der Jagd auf beflügelte Termiten beobachtet werden, dass diese springend fing.
Die Anzahl der Jungtiere pro Wurf liegt gewöhnlich bei 2 bis 4 und gelegentlich bei bis zu 7 Nachkommen. Diese sind bei Geburt nackt. Aufgefundene gut entwickelte Jungtiere im Bau der Mutter lassen vermuten, dass diese über die Säugezeit hinaus im mütterlichen Nest bleiben. Zu den bekannten Feinden des Lorrain-Bilchs zählen die Schleiereule, die Grüne Mamba und vermutlich andere Eulen und Schlangen.

## Bedrohung
Für den Lorrain-Bilch liegen keine bekannten Bedrohungen vor und die Gesamtpopulation wird als groß eingeschätzt. Die Art wird von der IUCN als „nicht gefährdet“ (least concern) gelistet.